# نوش‌آفرین
فاطمه عبدی گَلَنگَشی (زادهٔ ۱۱ اسفند ۱۳۳۵) که به‌طور حرفه‌ای به نام نوش‌آفرین شناخته می‌شود، خواننده و بازیگر ایرانی مقیم کانادا است.

## زندگی
فاطمه عبدی گلنکشی مشهور به نوش‌آفرین، ۱۱ اسفند ۱۳۳۵ در روستای گلنگش بخش خورگام شهرستان رودبار گیلان به دنیا آمد.
در دوران طفولیت و زمانی که ۵ سال داشت، پدر و مادرش از هم جدا شدند. چهار خواهر و دو برادر تنی و ناتنی دارد که حاصل ازدواج دوباره پدرش هستند.

او در مدرسه ترانه می‌خواند و دیگران او را تشویق می‌کردند. در سال ۱۳۵۱ و در سن ۱۶ سالگی، هنگامی که در دبیرستان کیوان واقع در خیابان مرتضوی تهران مشغول به تحصیل بود و همزمان در یک شرکت مشغول به کار بود، در پی خواندن یک آگهی از جانب استودیو پیام مبنی بر نیاز به یک چهرهٔ جدید جوان جهت ایفای نقش در یک فیلم سینمایی به دفتر این استودیو رفت. نام آن فیلم شورش بود و قرار بود رضا میرلوحی آن را کارگردانی کند. در بین تعداد زیاد دختران جوان متقاضی، به دلیل شباهت ظاهری نوش‌آفرین با آفرین (آفرین عبیسی) که پیش از این هنرپیشهٔ سینما بود و در آن زمان به دلیل ازدواج از هنرپیشگی دست کشیده بود، مورد توجه فیلم‌بردار آن فیلم، ایرج صادق‌پور که اتفاقاً همسر آفرین بود، قرار گرفته و به رضا میرلوحی معرفی شد. در همان سن به کمک فریدون خشنود با ترانه قبله که برای اولین بار در برنامه میخک نقره‌ای فریدون فرخزاد پخش شد، خوانندگی را آغاز کرد. او در مصاحبه‌ای اعلام کرد این ترانه به خاطر حفظ کیفیت در خوانندگی‌اش ۴ بار توسط شورای موسیقی رادیو تلویزیون ملی ایران رد شد.

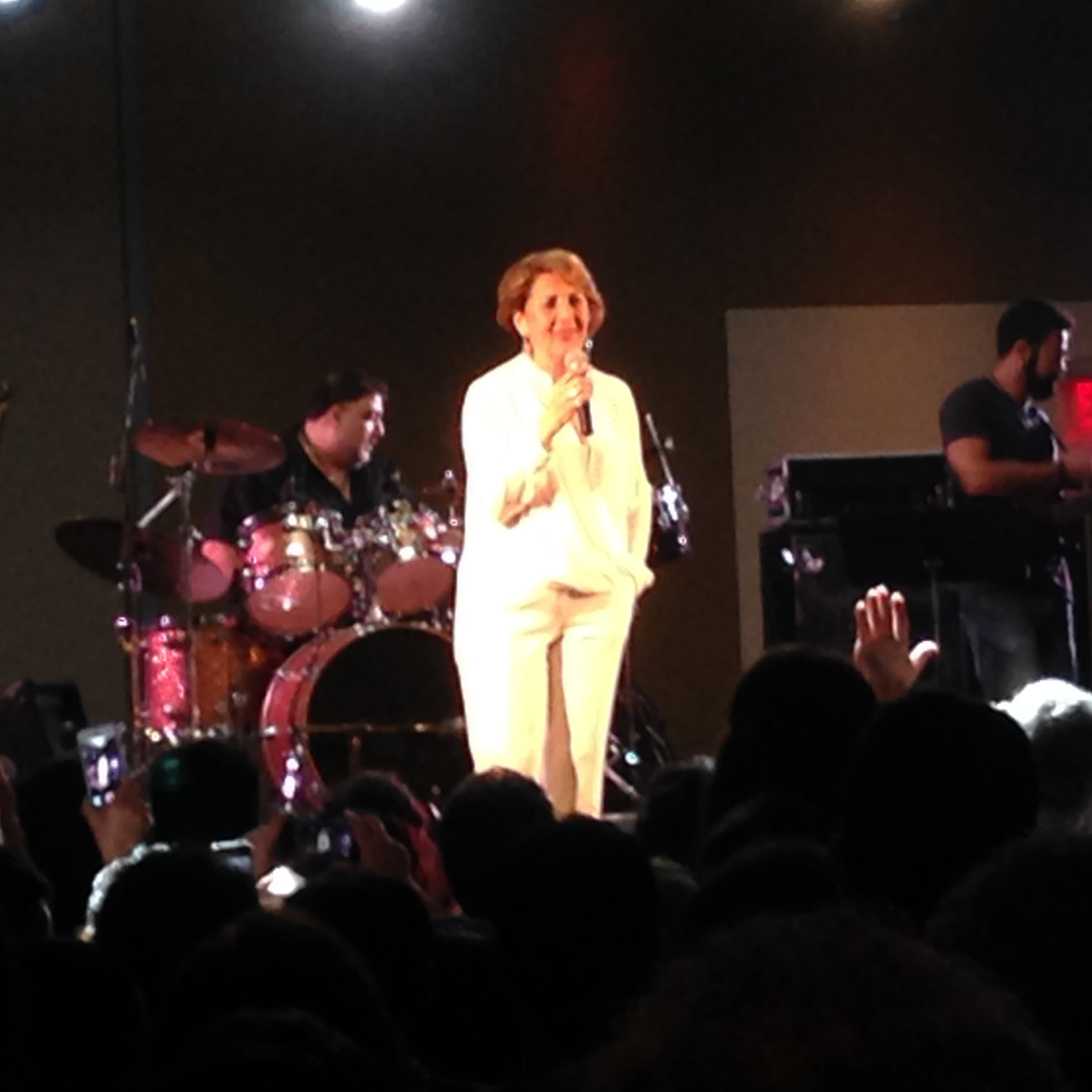
کنسرت نوش‌آفرین در هیوستون، نوروز ۱۳۹۴

پس از مدتی به وسیله یدالله شیراندامی هنرپیشهٔ معروف آن زمان که از دوستان پدرش بود، برای بازی در فیلم قصه ماهان معرفی شد. او تجربه گویندگی در برنامه شما و رادیو را به همراه فریدون فرخزاد نیز داشت.
شروع فعالیت هنری نوش‌آفرین با توجه به معیارهای آن زمان جامعهٔ ایران بعدها برایش دردسرساز شد. در زمان شروع فعالیت هنریش، اغلب چهره‌های جدید سینمایی در فیلم‌ها نقش‌های برهنه بازی می‌کردند و او هم از این قاعده مستثنا نبود. نوش‌آفرین با یک مدیر تهیه بنام مظاهری قرارداد بازی در پنج فیلم را امضا کرد که در تمام آن‌ها علاوه بر نقش اول زن بودن، گریزی از برهنه شدن وجود نداشت.
فیلم اول او قصه ماهان به کارگردانی جواد طاهری فیلمی با مایه‌های عرفانی دربارهٔ تناسخ بود که صحنه‌های عشق بازی و برهنهٔ آن ایجاد جنجال زیادی کرد. این فیلم در دسته‌بندی معمول تجاری آن زمان قرار نمی‌گیرد و موسیقی متن آن به هنرمندی مرتضی حنانه از تأثیرگذاری زیادی برخوردار است.
دومین فیلم او دشمن نام داشت که در ردهٔ فیلم‌های تجاری خوش‌ساخت قرار گرفت؛ خسرو پرویزی کارگردان این فیلم بود.
نوش‌آفرین در این سال‌ها کنار هنرپیشگانی نظیر سعید راد ایفای نقش کرد که بعدها با او ازدواج کرد. نوش‌آفرین ایران را در سال ۱۳۶۴ به قصد هندوستان ترک کرد و پس از مدتی راهی آمریکا شد و کار هنری را با آلبوم دختر شاه پریون از مهداد زندکریمی از سر گرفت. وی پس از ۱۷ سال زندگی با سعید راد، از او جدا شد.

## بازیگری
- قصه ماهان (۱۳۵۲)
- فرزند شمشیر (۱۳۵۲)
- روسیاه (۱۳۵۲)
- دشمن (۱۳۵۲)
- ماشین مشتی ممدلی (۱۳۵۳)
- سازش (۱۳۵۳)
- پری خوشگله (۱۳۵۳)
- الکی خوش (۱۳۵۳)
- آب توبه (۱۳۵۳)
- فرار از حجله (۱۳۵۴)
- قاصدک (۱۳۵۵)
- پاداش یک مرد (۱۳۵۵)
- سکوت بزرگ (۱۳۵۶)
- خاکستری (۱۳۵۶)
- برهوت (۱۳۵۷)
- به سوی مهتاب (۱۳۹۱)

## آلبوم‌ها و آهنگ‌ها
- شهبانو (۱۳۵۵)
- شبانه (۱۳۵۵) - با فریدون فرخزاد
- فریاد
- خاطره‌ها ۱ و ۲ و ۳
- دختر شاه پریون (۱۳۷۲)
- اکسیژن (۱۳۷۴)
- نازنین عاشق (۱۳۷۶)
- سبزه به ناز می‌آید (۱۳۷۸)
- ندای نیاکان (۱۳۷۹)
- هفت دریا (۱۳۸۰)
- شب تو شب من (۱۳۸۲)
- عطش (۱۳۸۵)
- کوچه رنگی (۱۳۸۷)
- رؤیا (۱۳۹۳)
- با تو (۱۳۹۴)
- تقاص (۱۳۹۴)
- فقط تو رو می‌خوام (۱۳۹۵)
- ای جان (۱۳۹۸)
- دوستت دارم (۱۴۰۰)
- ذره ذره (۱۴۰۰)
- عاشقم (۱۴۰۰)
- آزاده (۱۴۰۱)
- نوش آفرین به هندوستان می‌رود (آلبوم هندی) (۱۴۰۱)
- بگو (۱۴۰۲) - فرزین فرهادی